# Gastón Rossi
Gastón Rossi é um futebolista argentino meio-campo que atua no Boca Juniors. Em 9 partidas disputadas pelo clube, marcou 2 gols.